# Областная универсальная библиотека имени Абая
Областная универсальная библиотека имени Абая (каз. Облыстық Абай атындағы әмбебап кітапханасы) — старейшая библиотека Казахстана, расположена в городе Семее.
До 1992 года — Семипалатинская областная универсальная научная библиотека имени Н. В. Гоголя.

## История
Семипалатинская библиотека была открыта 20 сентября (3 октября по новому стилю) 1883 года при областном статистическом комитете. Это было одно из первых культурных учреждений города.
Основатели — русские переселенцы Е. П. Михаэлис, А. Л. Леонтьев, М. С. Филиппов. Деньги на создание библиотеки пожертвовали семипалатинские купцы Плещеев и Хабаров, павлодарский купец — Деров, красноярский — Юдин. В организации библиотеки участвовали и местные жители-краеведы Г.Колмогоров и И.Земляницын.
В год основания библиотеки было 274 экземпляров книг, пользовались библиотекой 130 читателей, в основном, это были чиновники и члены их семей.
Книжный фонд составляли труды русских и иностранных мыслителей, поэтов и писателей.
Летом 1885 года библиотеку посетил американский журналист Джордж Кеннан. В своей книге «Сибирь и ссылка» он писал:

«…скромное деревянное здание посредине города с небольшим антропологическим музеем и уютной читальней, где можно найти все русские журналы и газеты и весьма недурной подбор книг. С удивлением я увидел сочинения Спенсера, Бокля, Льюиса, Милля, Дарвина, … романы и повести Скотта, Диккенса… Подобный подбор книг делает честь интеллигенции и вкусу тех, кто его произвел и кто пользовался этими книгами. Благодаря книгам у меня составилось лучшее мнение о Семипалатинске, чем на основании того, что я до сих пор видел и слышал»

В декабре 1902 года была организована бесплатная читальня, которой в связи с 50-летием со дня смерти Н. В. Гоголя было присвоено имя этого великого классика русской литературы, в 1906 году читальня объединена с библиотекой.
В 1922 году библиотека имени Н. В. Гоголя переехала в дом № 45 по улице Маловладимирская.
К 1924 году фонд библиотеки превысил 10 тыс. экз.
В 1959 году была основной библиотекой края.
В 1992 году библиотеке было присвоено имя Абая Кунанбаева.

## Описание библиотеки
Библиотека расположена в центре города и имеет следующую структуру: на первом этаже — администрация, отдел обслуживания читателей (абонемент), читальный зал; на втором этаже — отдел автоматизации с Интернет центром, отдел развития библиотеки, отдел комплектования и обработки литературы, отдел детской литературы и клубы по интересам; на третьем этаже — отдел информационно-библиографического обеспечения, отдел иностранной литературы, Духовный центр Абая, Клубы по интересам.

## Фонды библиотеки
Фонд библиотеки — более 348 тыс. экз.
Редкий фонд составляет более 5 тысяч экземпляров.
Жемчужиной редкого фонда библиотеки является поэтическое творение Гомера «Илиада» издание 1829 г., в переводе поэта Н.Гнедича.
В фонде имеется изданная в 1899 году «Товариществом М. О. Вольф» «Живописная Россия» — многотомное издание, одно из самых дорогих изданий в истории российского книгопечатания.
Также библиотека располагает редкими, уникальными изданиями 18-19 веков, такими как: «Энциклопедический словарь Брокгауза и Ефрона» (1890—1904), «Всемирная история» К.Беккера (1845 г.), «Особенности мусульманского права» Б. Тернау (1892 г.), труды И.Дарвина, А.Тимирязева, И.Павлова и «История умственного развития» Д. В. Дрэпера (1873), «Начало социализма» Г.Спенсера (1890), «Путешествие в Туркестан» А. Федченко (1882), собрание сочинений Ф.Шиллера (1875), У.Шекспира (1893), Н.Добролюбова (1892), И. Тургенева (1898).
Имеются некоторые региональные издания: «Екпіндi», «Социалистік майдан», «Большевик Казахстана», «Прииртышская правда».
Краеведческий архив состоит из изданий по истории, экономике, географии, этнографии края: учёные записки, труды учёных исследователей Средней Азии, Монголии, Китая, Отчёты Семипалатинского статистического комитета с 1895 года, Записки Семипалатинского подотдела Западно-Сибирского отдела Русского географического общества и другие издания.